# Bélarga
Bélarga település Franciaországban, Hérault megyében. Lakosainak száma 662 fő (2022. január 1.). Bélarga Campagnan, Paulhan, Plaissan, Puilacher, Saint-Pargoire és Tressan községekkel határos.

## Népesség
A település népességének változása:
| Lakosok száma | 247  | 245  | 241  | 397  | 477  | 550  | 632  | 681  | 675  | 662  |
|               | 1968 | 1982 | 1990 | 2006 | 2013 | 2015 | 2017 | 2019 | 2020 | 2022 |